# Tavant
Tavant település Franciaországban, Indre-et-Loire megyében. Lakosainak száma 267 fő (2022. január 1.). Tavant Brizay, L’Île-Bouchard, Lémeré, Panzoult és Sazilly községekkel határos.

## Népesség
A település népessége az elmúlt években az alábbi módon változott:
| Lakosok száma | 202  | 218  | 227  | 239  | 261  | 266  | 263  | 264  | 264  | 267  |
|               | 1968 | 1982 | 1990 | 2006 | 2013 | 2015 | 2017 | 2019 | 2020 | 2022 |